# Final do Campeonato Pernambucano de Futebol Feminino de 2020
A Final do Campeonato Pernambucano de Futebol Feminino de 2020 foi a 18ª final dessa competição pernambucana de futebol organizada pela Federação Pernambucana de Futebol (FPF). Foi decidida por Sport e Náutico em partida única.
O Náutico decidiu a final fora de casa, na Arena de Pernambuco. Conforme anunciado pela FPF, em 5 de abril de 2021. A equipe do Timbu sagrou-se campeã do torneio pela terceira vez, após empatar em 1 a 1 no tempo regulamentar. Com o título, o Náutico garantiu vaga na fase preliminar do Brasileirão Feminino - Série A2 de 2021.

## Finalistas
| Time    | Participações em finais (em negrito os títulos conquistados)                            |
| ------- | --------------------------------------------------------------------------------------- |
| Sport   | 14 (1999, 2000, 2005, 2007, 2008, 2009, 2010, 2011, 2012, 2013, 2014, 2017, 2018, 2019) |
| Náutico | 6 (2005, 2006, 2007, 2009, 2015, 2018)                                                  |

## Alterações
Incialmente, a final estava programada para o fim do mês de Março, contudo, por conta do novo surto de COVID-19 no país, o torneio foi suspenso em 13 de março de 2021, quando estava nos jogos de ida da semifinal e só retornou em abril, fazendo com que os jogos da volta da semifinal fossem postergados para o dia 4 e a final em jogo único, no dia 7 de abril de 2021.

## Transmissão
Desdá primeira rodada do campeonato, todos os jogos foram transmitidos no site da Federação Pernambucana de Futebol através da TV FPF, com parceria com a plataforma de streaming, MyCujoo. Startup, sediada em Zurique, na Suíça, que oferece transmissões ao vivo e sob demanda de partidas e jogadas de futebol do mundo todo.

## Jogos

### Partida única
| 7 de abril de 2021 | Sport            | 1 – 1 | Náutico            | Arena de Pernambuco, São Lourenço da Mata         |
| 15:00              | Amanda Leite 58' |       | 84' Débora Leticia | Público: Portões fechados Renda: R$ 0 Árbitro: PE |

|                                |       | Penalidades                         |  |
| Bissê Pintinho Estefane Negona | 2 – 4 | Alana Ana Grasse Popó Nadine Débora |  |

| Sport | Náutico |

## Premiação
| Pernambucano Feminino de 2020 |
| ----------------------------- |
| Náutico Campeão (3º título)   |

Fair Play
| Fair play | Ferroviário-PE |

### Individuais
| Premiação       | Premiado(a) | Clube   |
| --------------- | ----------- | ------- |
| Melhor Jogadora | Nadine      | Náutico |
| Melhor Goleira  | Keka        | Náutico |
| Revelação       | Ana Rebeca  | Íbis    |

Obs.: A FPF também tratou de homenagear Larissa Vitória, mais conhecida como Lari Gol, que é uma jovem atleta que há oito meses sofreu preconceito por escolher jogar futebol.